# Order Niepodległości (Rodezja)
Order Niepodległości, ang. Independence Decoration – rodezyjskie odznaczenie cywilne nadawane osobom, które przyczyniły się do ogłoszenia przez Rodezję niepodległości. Odznaczonym przysługiwało prawo do umieszczania po nazwisku inicjału orderu: „ID”.

## Ustanowienie odznaczenia
Order został ustanowiony 23 września 1970 przez prezydenta Rodezji Clifforda Duponta. Odznaczenie było jednoklasowe.

## Insygnia
Order Niepodległości wykonany był ze srebra, miał kształt koła. Na awersie wyryte było godło Rodezji oraz napis (złożony wersalikami): „Rhodesia Indpendence • Eleventh November • 1965” („Niepodległość Rodezji • Jedenasty listopada • 1965”). Rewers był pusty. Baretka orderu składała się z pięciu równej szerokości pasków: zielonego, białego, złotego, białego i zielonego.

## Nadania
Od 1970 do 1979 Orderem Niepodległości odznaczono dwadzieścia dziewięć osób, z których dwadzieścia osiem otrzymało go w listopadzie 1970. Dwudziesty dziewiąty order został przyznany w kwietniu 1979 Kenowi Flowerowi, szefowi Centralnej Organizacji Wywiadowczej.

## Zimbabwe
Order Niepodległości został zlikwidowany w 1980 po przejęciu władzy w kraju przez czarną większość.

## Niektórzy odznaczeni
- Ian Smith
- Clifford Dupont
- John Wrathall
- Desmond Lardner-Burke
- Pieter Kenyon van der Byl
- Jack Howman
- Ken Flower